# Demain (revue)
Pour les articles homonymes, voir Demain.

Demain est une revue littéraire mensuelle française fondée en 1924, publiée par les éditions Ferenczi & fils, et disparue en 1925.

## Histoire
Le titre est publié à Paris en avril 1924 : il s'agit d'une revue illustrée dirigée par les journalistes et écrivains Raymond Escholier et Jean-Jacques Brousson. Publiée par l'éditeur Ferenczi & fils, dix-sept numéros sont parus avant qu'elle ne cesse en août 1925. 
Vendue 6,50 francs, elle tient de la collection et de la revue et rassemble des romans et nouvelles complets.
Illustrés par des bois de Pierre Lissac, André Dignimont, Bécan, Carlègle, Henry Gazan, Auguste Roubille, Raymond Thiollière, Louis Touchagues, Maximilien Vox, de nombreux écrivains et poètes collaborèrent à cette revue tels que Maurice Maeterlinck, François Mauriac, Montherlant, Philippe Soupault, Francis Carco, Pierre Benoit, Colette, Marcel Prévost, Jacques Hébertot, Louis Loucheur ainsi que le critique littéraire Robert Kemp, et, pour le cinéma, Marcelle Chaumeix. 
Le titre fut racheté par la Revue de France.